# 七飯車站
七飯站（日语：／ Nanae eki */?）是北海道旅客鐵道（JR北海道）函館本線的鐵路車站。位於北海道龜田郡七飯町本町1丁目1番地。
過往是由函館開出的區間車終點站，自從北海道新幹線通車後，原來大部份的班次均改以新函館北斗為終站，現時只保留下午一班單向普通列車以本站為終站。另外，本站除原有路線外，亦有主供貨物列車使用的「藤城支線」與大沼站連接，現行時間表下共有3班單向下行的普通客運列車會使用藤城支線，避開新函館北斗及仁山兩站。

## 車站構造

### 站房
以磚及混凝土所建成的單層站房，為有人車站，設有站長，晚間時段則為無人站，會由五稜郭站代為管理。站內設有綠色窗口（營業時間：7:00 - 19:00）、自動售賣機。車站內曾經有Kiosk，但是在2002年時已結業。

### 月台配置

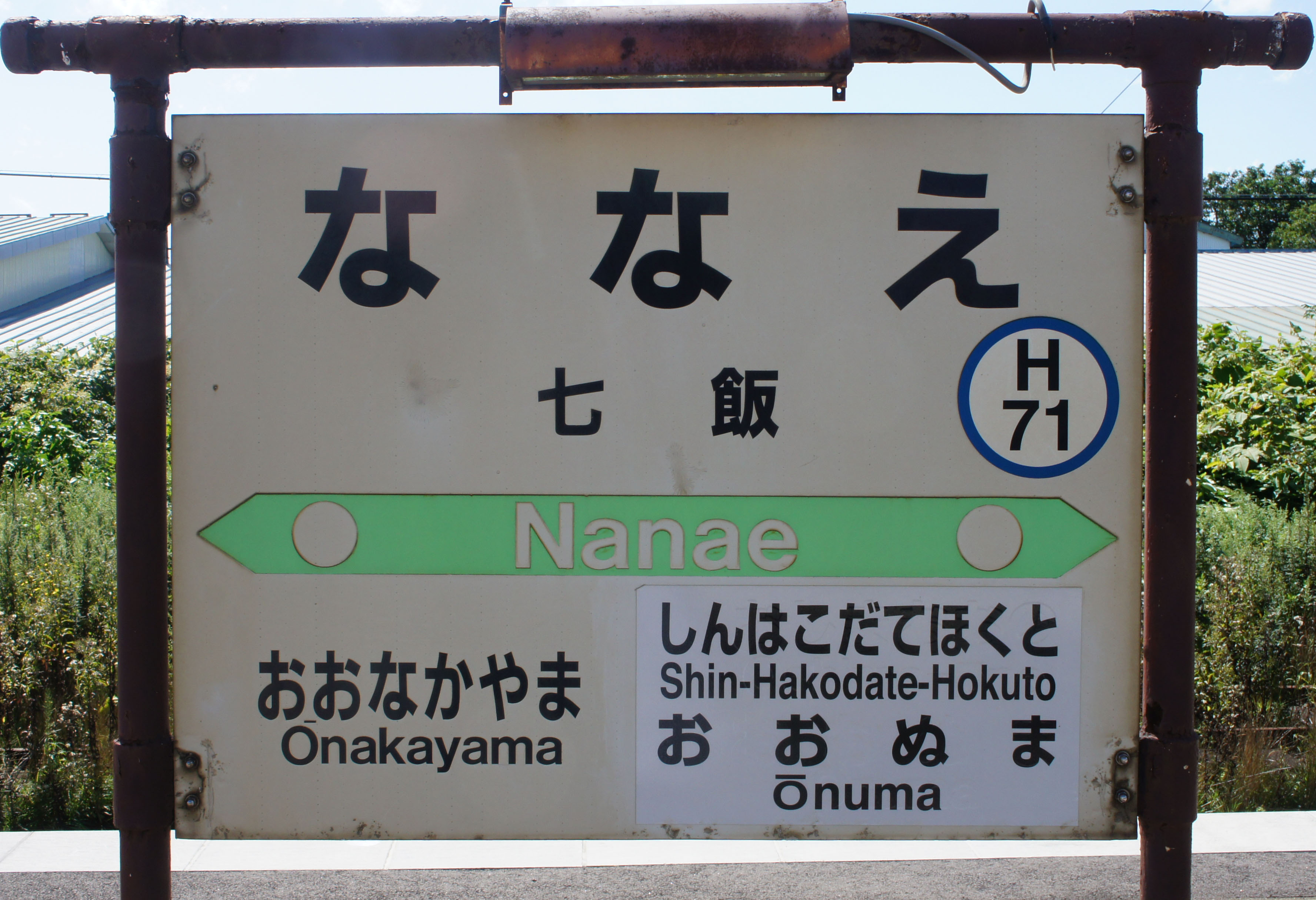
站名標示

設有側式月台及島式月台各1個，提供2面3線的配置。
| 月台 | 路線      | 方向 | 目的地                               | 備註                     |
| ---- | --------- | ---- | ------------------------------------ | ------------------------ |
| 1    | ■函館本線 | 上行 | 函館方向                             |                          |
| 2    | ■函館本線 | 下行 | 新函館北斗、森、大沼公園、長萬部方向 | 避車線                   |
| 3    | ■函館本線 | 下行 | 新函館北斗、森、大沼公園、長萬部方向 | 主線道、經藤城支線的列車 |

## 歷史
- 1902年12月10日：隨北海道鐵道函館站～本鄉站開通而開業。
- 1907年7月1日：北海道鐵道國有法，轉為鐵道省下的車站。
- 1911年7月：增設下行月台[1]。
- 1920年：站房擴建[1]。
- 1944年：舖設由鐵道省碎石工場へ砂利線的軌道[1]。
- 1949年：七飯化學工業専用線敷設[1]。
- 1962年：

- 9月4日：函館本線桔梗站～本站間複線化。
- 11月26日：興建了跨線行人天橋。

- 1966年10月1日：函館本線本站～大沼站間的藤城支線開通。
- 1967年11月25日：大清水製材所専用線開始使用[1]。
- 1977年12月：站房改建[1]。
- 1981年：

- 5月28日：貨物提取廢止。
- 10月：函館站～本站間的區間列車設定。暱稱為「普通「激動」號」（普通うきうき号）。

- 1985年3月14日：取消手提行李提取服務。
- 1987年4月1日：國鐵分割民營化，車站的營運由JR北海道繼承。
- 2002年：站房內的北海道KIOSK（日语：北海道キヨスク）結束營業。
- 2007年10月1日：增設車站編號[4]。
- 2016年3月26日：隨北海道新幹線新青森站～新函館北斗站開通，包涵於本站內的一段函館本線五稜郭站～新函館北斗站間電化（交流20,000V、50Hz）。
- 2024年（令和6年）
  - 2月19日：導入對話售票機。
  - 3月16日：開始可以使用IC卡「Kitaca」（藤城支線除外）[5][6][7]。

## 相鄰車站
北海道旅客鐵道（JR北海道）
■函館本線（本線）
特急「北斗」、快速「函館Liner」
通過
普通（包括普通「函館Liner」）
大中山（H72）－七飯（H71）－新函館北斗（H70）
■函館本線（藤城支線、下行專用）
普通
七飯（H71） → 大沼（H68）

## 外部連結
- JR北海道七飯站網頁。（页面存档备份，存于）（日語）